# Xarnuta sabahensis
Xarnuta sabahensis är en tvåvingeart som beskrevs av Hardy 1986. Xarnuta sabahensis ingår i släktet Xarnuta och familjen borrflugor. Inga underarter finns listade i Catalogue of Life.